# Afrika – Das magische Königreich
Afrika – Das magische Königreich ist ein britischer 3D-Kino-Dokumentarfilm der BBC und der Regisseure Neil Neightingale und Patrick Morris aus dem Jahr 2015. Der Film dreht sich um den afrikanischen Kontinent, seine Landschaften und Bewohner. Zentrales Element des Films ist das Wasser. Der Film startete am 5. März 2015 in den deutschen Kinos. Erzähler der UK-Version ist der Schauspieler Idris Elba; in der deutschen Version ist Christian Brückner zu hören.

## Handlung
Der Film beginnt mit Aufnahmen von Regen in einer Stadt. Die Kamera folgt dem Regenwasser bis zu seinem Ursprungsort: Afrika. Der Film zeigt den afrikanischen Kontinent in all seinen Facetten. Man sieht Aufnahmen des afrikanischen Regenwaldes und seiner Bewohner, darunter Ameisen und Gorillas. Anschließend wird der Ausbruch eines Vulkans gezeigt, wodurch deutlich wird, welche Kräfte den Kontinent formen und in seinem Innern wirken. Man sieht zahlreiche Aufnahmen verschiedener Tierarten und Landschaften, darunter das Mount-Kenya-Massiv mit seinen Temperaturschwankungen zwischen Tag und Nacht, von Pavianen gejagte Flamingos, den Nil, das Rote Meer mit seiner Vielfalt, die Victoriafälle und die Steppe mit Löwen, Zebras und zahlreichen anderen Tieren. Zentrales Element des Films ist das Wasser, ohne das es die Vielfalt an Tierarten und Landschaften in Afrika nicht gäbe.

## Produktion
Der Film ist eine der am aufwändigsten produzierten Naturdokumentationen aller Zeiten. Unter der Regie von Neil Neightingale und Patrick Morris drehte das Filmteam zwei Jahre lang in vielen afrikanischen Ländern, darunter Äthiopien, Tansania, Kenia und Botswana. Zuvor war schon bei der TV-Serie Die fantastische Reise der Vögel mit 3D experimentiert worden. Der Film wurde in hochauflösendem 4K gedreht.